# Фишер, Дарнелл
Да́рнелл Фи́шер (англ. Darnell Fisher; род. 4 апреля 1994 года, Рединг, Англия) — английский футболист, игравший на позиции защитника.

## Карьера
Фишер начал играть футбол в клубе «Фарнборо», прежде чем перейти в шотландский «Селтик». Летом 2011 года Фишер подписал профессиональный контракт с «кельтами» и присоединился к клубу. Дебютировал в клубе 19 октября 2013 года в матче против «Хиберниана» в стадионе «Истер Роуд». Фишер получил эту возможность выйти на позиции правого защитника в основном составе после того, как Адам Мэттьюз и Микаэль Лустиг получили травмы и выбыли из строя. Это позволило защитнику в общей сложности сыграть ещё 12 полных матчей и помочь клубу выиграть чемпионский титул.
Фишер вернулся в основной состав в сентябре 2014 года. Появился на поле 11 декабря в выездном матче Лиги Европы против загребского «Динамо», заменив Адама Мэттьюза. «Селтик» этот матч проиграл со счётом 4:3.
С января по март 2015 года Фишер провёл ещё четыре матча в чемпионате и национальном Кубке страны.
25 августа 2015 года Фишер на правах аренды перешёл в другой шотландский клуб «Сент-Джонстон» до конца сезона 2015/16.

## Достижения
«Селтик»
- Чемпион Шотландии: 2013/14[6]
- Обладатель Кубка шотландской лиги: 2015[10]

## Статистика
| Клуб                   | Сезон            | Лига                     | Лига | Лига | Кубок Шотландии | Кубок Шотландии | Кубок шотландской лиги | Кубок шотландской лиги | Другие | Другие | Всего | Всего |
| Клуб                   | Сезон            | Дивизион                 | Игры | Голы | Игры            | Голы            | Игры                   | Голы                   | Игры   | Голы   | Игры  | Голы  |
| ---------------------- | ---------------- | ------------------------ | ---- | ---- | --------------- | --------------- | ---------------------- | ---------------------- | ------ | ------ | ----- | ----- |
| Селтик                 | 2013-14          | Шотландская Премьер-лига | 12   | 0    | 1               | 0               | 0                      | 0                      | 0      | 0      | 13    | 0     |
| Селтик                 | 2014-15          | Шотландская Премьер-лига | 5    | 0    | 2               | 0               | 0                      | 0                      | 1      | 0      | 8     | 0     |
| Селтик                 | Всего            | Всего                    | 17   | 0    | 3               | 0               | 0                      | 0                      | 1      | 0      | 21    | 0     |
| Сент-Джонстон (аренда) | 2015-16          | Шотландская Премьер-лига | 15   | 0    | 0               | 0               | 0                      | 0                      | 0      | 0      | 15    | 0     |
| Всего за карьеру       | Всего за карьеру | Всего за карьеру         | 32   | 0    | 3               | 0               | 0                      | 0                      | 1      | 0      | 36    | 0     |